# Christians (parochie, Aarhus)
Christians is een parochie van de Deense Volkskerk in de Deense gemeente Aarhus. De parochie maakt deel uit van het bisdom Århus en telt 10624 kerkleden op een bevolking van 13607 (2004). 
Tot 1970 werd de parochie vermeld onder Hasle Herred.  In dat jaar werd de parochie opgenomen in de nieuwe gemeente Aarhus.
Christians werd in 1912 gesticht als kirkedistrikt binnen de parochie Sankt Johannes. In 1943werd het afgesplitst als zelfstandige parochie. De parochiekerk kwam gereed in 1942.
Åby · Adslev · Agri · Aidt · Albæk · Albøge · Alderslyst · Alling · Alrø · Ålsø · Ålum · Anholt · Århus Domsogn · Årslev · Asferg · Astrup · Auning · Balle · Beder · Besser · Bjerager · Blegind · Borum · Borup · Brabrand · Brædstrup · Bregnet · Bryrup · Christians · Dalbyneder · Dalbyover · Dallerup · Døstrup · Dover · Dråby · Dronningborg · Ebdrup · Ebeltoft · Egå · Egens · Ejstrup · Elev · Ellevang · Elsted · Endelave · Enghøj · Enslev · Enslev · Essenbæk · Estruplund · Falling · Falslev · Fårup · Fårup · Fausing · Feldballe · Fjellerup · Foldby · Føvling · Fredens · Fruering · Fuglslev · Funder · Galten · Gammel Rye · Gangsted · Gassum · Gellerup · Gerning · Gimming · Ginnerup · Gjerlev · Gjern · Gjerrild · Gjesing · Glenstrup · Glesborg · Gludsted Kirkedistrikt · Gødvad · Gosmer · Grædstrup · Granslev · Grenaa · Grensten · Gylling · Hadbjerg · Hadsten · Hald · Haldum · Halling · Halling · Hammel · Hammelev · Hampen Kirkedistrikt · Handrup Kirkedistrikt · Hansted · Harlev · Harridslev · Hasle · Haslund · Hatting · Haurum · Helgenæs · Helligånds · Helstrup · Hem · Hemmed · Hjortshøj · Hobro · Hoed · Holbæk · Holme · Homå · Hørby · Hornbæk · Hørning · Hørning · Hornslet · Houlbjerg · Hundslund · Hvilsager · Hvilsom · Hvilsted · Hvornum · Hvorslev · Hylke · Hyllested · Kærby · Karlby · Kastbjerg · Kastbjerg · Kasted · Kattrup · Klostersogn · Klovborg · Knebel · Koed · Kolby · Kolind · Kolt · Kousted · Kragelund · Kristrup · Krogsbæk · Lading · Læsten · Langå · Langenæs · Låsby · Laurbjerg · Lem · Lemming · Lerbjerg · Lime · Linå · Linde · Lisbjerg · Lundum · Lyngå · Lyngby · Lyngby · Lystrup · Malling · Mariager · Marie Magdalene · Mariehøj · Mårslet · Mejlby · Mellerup · Mesing · Møllevang · Mørke · Mygind · Nebel · Nim · Nødager · Nølev · Nørager · Nørbæk · Nordby · Nørre Galten · Nørre Onsild · Nørre Snede · Odder · Ødum · Øls · Ølst · Ølsted · Onsbjerg · Ormslev · Ørridslev · Ørsted · Ørting · Ørum · Ørum · Østbirk · Øster Alling · Øster Bjerregrav · Øster Tørslev · Øster Velling · Over og Neder Hadsten · Ovsted · Råby · Randlev · Råsted · Ravnsbjerg · Rimsø · Risskov · Røgen · Rolsø · Rosmus · Rud · Ry · Sabro · Saksild · Sall · Sankt Andreas · Sankt Clemens · Sankt Johannes · Sankt Lukas · Sankt Markus · Sankt Mortens · Sankt Pauls · Sankt Peders · Sejling · Sejs-Svejbæk · Sem · Serup · Silkeborg · Sinding · Sjelle · Skåde · Skader · Skæring · Skanderborg · Skanderborg Slotssogn · Skannerup · Skarresø · Skejby · Skelager · Skivholme · Skjellerup · Skjød · Skjoldhøj · Skjørring · Skødstrup · Skørring · Skorup · Skovby · Snæbum · Søby · Søby · Sødring · Søften · Sønder Årslev · Sønder Onsild · Sønder Vinge · Sønder Vissing · Sønderbæk · Sønderbro · Søvind · Spentrup · Spørring · Sporup · Stenvad · Stilling · Stjær · Storring · Støvring · Svenstrup · Svostrup · Tamdrup · Tåning · Tånum · Them · Thorsager · Thorsø · Tilst · Tirstrup · Tiset · Todbjerg · Tolstrup · Tønning · Torrild · Torsted · Torup · Tøstrup · Træden · Tranbjerg · Tranebjerg · Trige · Tulstrup · Tulstrup · Tunø · Tved · Tvede · Tvilum · Tyrsted · Tyrsting · Udby · Udbyneder · Ulstrupbro · Underup · Uth · Vær · Værum · Vedslet · Veggerslev · Vejerslev · Vejlby · Vejlby · Vejlby · Vellev · Veng · Vester Alling · Vester Tørslev · Vester Velling · Viby · Villersø · Vindblæs · Vinding · Virklund · Virring · Vissing · Vistoft · Vitten · Vitved · Vivild · Voel · Voer · Voerladegård · Voldby · Voldby · Voldum · Vor Frelser · Vor Frue · Vorup · Vrads · Yding